# Martina Ćorković
Martina Ćorković, née le 4 juillet 1993 à Zagreb, est une handballeuse croate.

## Carrière

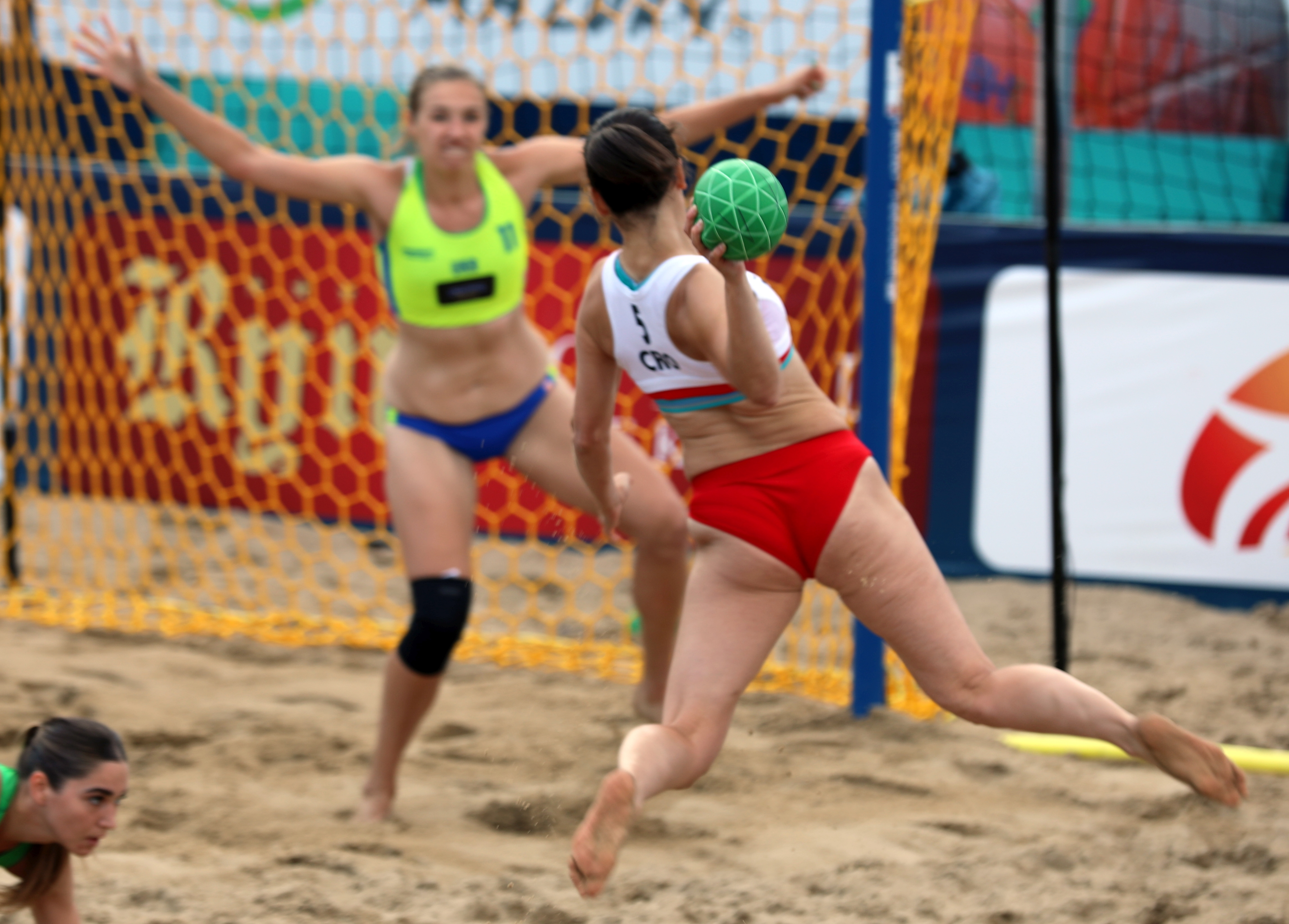
Ćorković au tir en 2019 lors du Championnat d'Europe de beach handball.

Martina Ćorković s'engage avec Le Havre pour la saison 2014-2015, en provenance du ŽRK Samobor après avoir terminé deuxième meilleure marqueuse du championnat croate.